# Palaemnema bilobulata
Palaemnema bilobulata är en trollsländeart som beskrevs av Donnelly 1992. Palaemnema bilobulata ingår i släktet Palaemnema och familjen Platystictidae. IUCN kategoriserar arten globalt som otillräckligt studerad. Inga underarter finns listade i Catalogue of Life.